# Hellaby
Hellaby är en ort och civil parish i Rotherham i Storbritannien. Den ligger i grevskapet South Yorkshire och riksdelen England, i den sydöstra delen av landet, 220 km norr om huvudstaden London. Hellaby ligger 105 meter över havet och antalet invånare är 1 100.
Terrängen runt Hellaby är platt. Runt Hellaby är det tätbefolkat, med 493 invånare per kvadratkilometer. Närmaste större samhälle är Sheffield, 15,5 km väster om Hellaby. Trakten runt Hellaby består till största delen av jordbruksmark.